# Michael Herr
Michael David Herr (13. dubna 1940 Lexington – 23. června 2016 Delhi) byl americký novinář židovského původu, který se proslavil zejména knihou Depeše (Dispatches) z roku 1977, což je sbírka reportáží z vietnamské války. Herr ve Vietnamu působil jako dopisovatel časopisu Esquire v letech 1967–1969. The New York Times Book Review označil Depeše „za nejlepší knihu, jaká kdy byla napsána o válce ve Vietnamu“. Romanopisec John le Carré ji nazval „nejlepší knihou, jakou jsem kdy četl o mužích a válce v naší době“. Deník The Guardian ji v roce 2011 zařadil mezi sto největších nebeletristických knih všech dob. Jde o jednu ze tří žurnalistických knih v tomto výběru. Herr je řazen k tzv. New Journalism. Byl též spoluautorem několika filmových scénářů, například ke snímku Francise Forda Coppoly Apokalypsa (1979) nebo filmu Stanleyho Kubricka Olověná vesta (1987). Pro časopis Vanity Fair napsal o Kubrickovi dva rozsáhlé články, které později vyšly jako biografická kniha Kubrick (2000). Napsal též biografický román o novináři Walteru Winchellovi pod názvem Walter Winchell: A Novel (1990).
Jeho knihy česky dosud nevyšly, Depeše vyšly slovensky roku 2019 v nakladatelství Absynt, v překladu Petera Tkačenka.